# ارژنگ فرخ‌پیکر
ارژنگ فرخ‌پیکر (زادهٔ ۲۰ آبان ۱۳۳۰، تهران) نویسنده، کارگردان و هنرپیشه ایرانی است.
دوران کودکی او بعد از تبعید پدر در سال ۱۳۳۲ به اهواز وضع خوبی نداشت. او در سال ۱۳۳۷ یک جعبه آپارات برای خودش درست می‌کند که زمینهٔ گرایش او به فیلم و سینما می‌شود.
در سال ۱۳۴۵ نخستین فیلم کوتاه خود را در قطع ۸ میلیمتری بنام "۳۲ عددجوانی است" را پس ازحادثهٔ مرگ فروغ فرخزاد می‌سازد.
در سال ۱۳۴۶ به عنوان هنرجوی مرکز آموزش تئاتر اهواز به مدت سه سال زیرنظر دکتر حسینعلی طباطبائی تئاتر را فرا می‌گیرد.
درسال ۱۳۴۹ در دانشکده هنرهای زیبای دانشگاه تهران در رشتهٔ تئاتر پذیرفته می‌شود و در همان سال گروه "کارگاه تئاتر" را تشکیل داده و دو نمایشنامه بنام‌های "مردِ گل به دهان" و "اشباح" از آثار "لوئیجی پیراندللو" ترجمهٔ بهمن محصص را طراحی و کارگردانی می‌کند.
درسال ۱۳۵۰ در فیلم "پیاده ۷" به کارگردانی ابراهیم وحید زاده، فیلم "کلید" به کارگردانی فرامرز صدیقی، تئاتر تلویزیونی "پله‌های یک نردبان" نوشتهٔ بهمن فرسی به کارگردانی هوشنگ رحیمی و "گفتگوی دونفره" اثر اوژن یونسکو به کارگردانی محمود هاشمی ایفای نقش می‌کند.
درسال ۱۳۵۱ چهار نمایشنامهٔ "نقص"، "صحنهٔ چهار نفره"و "دخترِ دَمِ بخت" اثر اوژن یونسکو و نمایشنامهٔ "وهم" اثر فدریکو گارسیا لورکا در افتتاح تالار مولوی دانشگاه تهران طراحی و کارگردانی می‌کند و در اداره برنامه‌های تئاتر وزارت فرهنگ و هنر در نمایشنامهٔ "کورش پسر ماندان" نوشته کورش سلحشور و به کارگردانی خلیل موحد دیلمقانی ایفای نقش می‌کند.
درسال ۱۳۵۲ در سینمای آزاد تهران دو فیلم کوتاه "بعد از آن شب بارانی" و "خط سوم" را کارگردانی می‌کند. درهمین سال با گروه تئاتر "پیاده" در نمایشنامهٔ "شهرکوچک ماًاثر ثورنتون وایلدر به کارگردانی داریوش فرهنگ ایفای نقش می‌کند و نخستین نقد تئاتر خود را بر اجرای نمایشنامهٔ "کی برای آخرین بار مادرم را دیدی" نوشتهٔ کریستوفر همپتون و کارگردانی هوشنگ حسامی در روزنامه آیندگان می‌نگارد. در همین سال در همکاری با کارگاه نمایش تلویزیون در نمایشنامهٔ "هفت حکایت برصیصای عابد" به کارگردانی شهرو خردمند و ایرج انور ایفای نقش می‌کند.
درسال ۱۳۵۳ با ارائهٔ پایان‌نامه و طراحی و کارگردانی نمایشنامهٔ "آخرین نوار کراپ" لیسانس کارگردانی خود را از دانشکده هنرهای زیبای دانشگاه تهران دریافت می‌کند.
درسال ۱۳۵۴ در حین انجام خدمت وظیفه عمومی نمایشنامهٔ "بیرون، جلوی در" اثر ولفگانگ بورژوا را در تالار مولوی دانشگاه تهران طراحی و کارگردانی می‌کند.
درسال ۱۳۵۵ پس از پایان خدمت وظیفه عمومی کارشناس تئاتر استان بوشهر می‌شود.
درسال ۱۳۵۶ کارشناش تئاتر دانشگاه جندی شاپور اهواز و سال ۱۳۵۷ کارشناش تئاتر شهر آبادان و سال ۱۳۵۸ کارشناش تئاتر استان خوزستان است که نمایشنامهٔ "آنکه گفت آری آنکه گفت نه" اثر برتولد برشت را طراحی و کارگردانی می‌کند.
درسال ۱۳۵۹ و آغاز جنگِ تحمیلی ایران و عراق در ستاد تدارکات جبهه فعال است که حکم آماده به خدمت و سپس محکوم به بازخرید خدمت می‌گردد و ناگزیر به زادگاه خود تهران مهاجرت می‌کند.
درسال ۱۳۶۱ فیلمنامهٔ "هنگامِ نور" را برای گروه معارف اسلامی شبکه ۱ سیما می‌نگارد که در ناهماهنگی‌های معمول آن روزها ساخت آن مسکوت می‌ماند. در شهر کرج ساکن می‌شود و فیلمنامهٔ "شاهزاده ای که خر شد" را براساس اثری از لئونید سالاویف می‌نگارد.
درسال ۱۳۶۲ در اجرای تلویزیونی "دست‌های آلوده" اثر ژان پل سارتر به کارگردانی صادق هاتفی ایفای نقش می‌کند.
درسال ۱۳۶۳ پژوهشگر و نویسنده فیلمنامهٔ مستند "اسب ترکمن" برای گروه ورزش شبکه ۱ سیما و در سمت دستیار کارگردان و برنامه‌ریز در ساخت آن به کارگردانی برگرونی پطرس بوغوسیان همکاری می‌کند.
درسال ۱۳۶۵ در سریال تلویزیونی ۱۳ قسمتی "سایه همسایه" نوشته محمود استاد محمد به کارگردانی اسماعیل خلج ایفای نقش می‌کند.
درسال ۱۳۶۶ در بخش فرهنگی جهاد دانشگاهی اشتغال به کار پیدا کرده و در فیلم سینمایی "همهٔ یک ملت" به کارگردانی حسین مختاری و فیلم سینمایی "پرواز پنجم ژوئن" به کارگردانی علیرضا سمیع آذر بازی می‌کند و همزمان به عضویت شورای نظارت بر نمایش مرکز هنرهای نمایشی درمی آید.
درسال ۱۳۶۷ در سریال تلویزیونی "حکایت هاً به کارگردانی حمید لبخندهای و سریال تلویزیونی "این شرح بی نهایت" به کارگردانی اسماعیل خلج بازی می‌کند و همزمان فیلمنامهٔ سینمایی "خانهٔ متروک" را براساس نمایشنامهٔ "سوء تفاهم"اثر آلبر کامو می‌نگارد.
سال ۱۳۷۰ به عضویت کانون منتقدان تئاتر درآمده و نقد تئاتر و فیلم می‌نگارد. همزمان چند نمایشنامهٔ رادیویی برای رادیو تهران و نخستین نمایشنامهٔ خود را بنام "آی آدم هاً می‌نگارد.
سال ۱۳۷۳ در واحد سنجش و ارزیابی شورای نظارت بر سازمان صدا و سیما اشتغال به کار می‌ورزد.
درسال ۱۳۷۵ به مشهد مهاجرت و فیلمنامهٔ "عشق کور" را براساس داستان "بامداد خمار" نوشته پروین حاج سید جوادی می‌نگارد.
درسال ۱۳۷۶ به تهران بازمی‌گردد و فیلم مستند "داستان تسبیح" را در شبکه۴ سیما می‌سازد و در بخش فرهنگی بنیاد سینمایی فارابی اشتغال می‌ورزد.
درسال ۱۳۷۹ پس مهاجرت ناگزیر چند ماهه به اهواز به تهران بازگشته و مدتی در مطبوعات نقد تئاتر می‌نویسد و در نهایت به شهرستان صحنه از توابع استان کرمانشاه مهاجرت و نمایشنامهٔ خیابانی"مردی که آنجا نیست" نوشتهٔ اکرم میر محمدی را طراحی و کارگردانی می‌کند و همزمان بکار پژوهش و نگارش کتاب "بازیگری و مکاتب تئاتری" می‌پردازد.
درسال ۱۳۸۱ نخستین نمایشنامهٔ خود را در تالار مولوی دانشگاه تهران طراحی و کارگردانی می‌کند و همزمان ک دبیر صفحهٔ آئینهٔ هنر روزنامه ابرار است در سریال تلویزیونی "با من بمان" به کارگردانی حمیدلبخنده بازی می‌کند.
درسال ۱۳۸۳ در بیست و دومین جشنواره تئاتر فجر نمایشنامهٔ "گالری خیابانی" را نوشته و کارگردانی می‌کند. ازآن پس به پژوهش و نویسندگی مشغول می‌شود که فهرست آثار نوشتاری اش چنین است:
مجموعه داستان‌های کوتاه:
آسمان آبی خیال، آوازِ قو، باد، باغ سبز، برجِ سکوت، تابستان سرد، تنهایی تلخ، جادهٔ نمناک، چشم اسفندیار، چنگار، دیروز امروز فردا، روح، رؤیاها، سال اسب، شبانه‌ها، میراث، وسوسهٔ سیب (چاپ اول ۱۴۰۱ نشر واژه‌های کاغذی)، داستان بلند روزگارِ رفته و و (هوشی در مکتب‌های هنری از دوران باستان تا دوران مدرن
نمایشنامهٔ اورژینال:
پرواز در قفس، رقص با مانکن‌ها، کریسمس آمریکایی، هیچ‌کس‌ها.
نمایشنامهٔ اقتباسی:
ابلوموف اثر ایوان گنجارف، بودن یا نبودن اثر اوریانا فارابی، جوان خام و خواب عموجان داستایفسکی، دل سگ بولگاکف، بی مرگی، بینایی و کوری ساراماگو، کیمیاگر کوئیلو و میرا اثر کریستوفر فرانک
نمایشنامهٔ اقتباس شده از ادبیات ایران:
اهل ولایت گلشیری، حاجی آقا هدایت، داستان یک شهر احمد محمود، ملکوت بهرام صادقی، سه قطره خون هدایت، شّکر تلخ جعفر شعری، نامه‌ها بزرگ علوی، بندیان عشق براساس هفتاد سال سروده‌های عاشقانه شاعران ایران وآخربازی براساس سروده‌های احمد شاملو
فیلمنامه:
اشغال، آرامگاه، با شیطان دست نده، بادِ جن، بختک، بیگانه، جادوی سیاه، جادوی سینما، چنگار، حِرز، خوش بختی، دایرهٔ عشق، دلقک شازده، زمین، سراب سرخ، سقوط، شورِ شیرین، صدا دوربین خاطره، قرار، قاب، ققنوس، کلات، گنج روان، ماه منیر و ماهان، مسافر، نفرت، بیداری، ناجی ..

## زندگی
در سال ۱۳۴۵ و پس از مرگ فروغ فرخزاد فیلم کوتاه ۸ میلیمتری به نام «۳۲ عدد جوانی» است را درست می‌کند. در سال ۱۳۴۶ هنرجوی مرکز تئاتر اهواز می‌شود. بیماری و فوت مادر در سال ۱۳۵۲ تأثیر بدی بر او می‌گذارد. در سال ۱۳۵۳ از دانشکده هنرهای زیبای دانشگاه تهران در رشته هنرهای تئاتری فارغ‌التحصیل می‌شود. عنوان پایان‌نامه‌اش طراحی و کارگردانی آخرین آخرین نوار کراپ نوشتهٔ ساموئل بکت است. با شروع دوران خدمت سربازی در سال ۱۳۵۴ نمایشنامه بیرون جلوی در نوشته ولفگانگ بورشرت را در تالار مولوی تهران کارگردانی و اجرا می‌کند. در سال ۱۳۵۵ و بعد از اتمام خدمت سربازی وارد استان بوشهر و هرمزگان می‌شود؛ و یک سال بعد نیز کارشناس تئاتر دانشگاه جندی شاپور می‌شود. وی بعدها تا سال ۱۳۵۸ در شهرهای اهواز، آبادان و خوزستان نیز در این سمت مشغول به کار شد. در سال ۱۳۵۹ و بعد از ازدواج اولش جنگ ایران و عراق شروع شده و در ستاد تدارکات جنگ مشغول به فعالیت می‌شود. در این سال است که از سوی اداره ارشاد اسلامی اهواز عدم نیاز به او اعلام می‌شود و مجبور به بازخرید خدمت کاری‌اش می‌شود. پدرش بعد از یک دوره بیماری در این سال فوت می‌کند. او در سال ۱۳۶۱ به تهران بازمی‌گردد و مشغول به همکاری با «گروه معارف شبکه اول سیما» می‌شود. وی در سال ۱۳۶۹ بعد از جدایی از همسر اولش در کشورفرانسه به همراه فرزندش وحید پناهنده می‌شود. پس ار دو سال (۱۳۷۱) دوباره ازدواج کرده و چندین نمایشنامه برای رادیو می‌سازد. وی در سال ۱۳۷۳ در «واحد سنجش و ارزیابی شورای نظارت بر سازمان صدا و سیما» مشغول به کار می‌شود.
وی بر این باور است که نقد یک اثرِهنری (تئاتر) هم جستار اعتبار مقصود آن است هم شناخت ارزش ذاتی آن. تفکیک سره از ناسره هائی که اثر را به تحریف می‌کشاند و توضیح و تصدیق روش هائی که صاحب اثر برای بیان مقصود خود بکارگرفته است. شوربختانه رویکرد نقد در قلمرو فرهنگ توده ای عوام کاربرد ندارد چون هیچگونه ارزش ذاتی ندارد و ماحصل آن تولیدات بنجلی است که برای سرگرمی عوام و دستکاری افکار آن‌ها تهیه می‌شوند؛ تولیداتی کاسب‌کارانه و باب سلیقهٔ بازار فروش که تاریخ مصرف دارند. خطر این تولیدات در آن است که می‌توانند فرهیختگی و اعتلای فرهنگی را در جامعه به فساد بکشانند. فرخ پیکر یکی از شاگردان «حسینعلی طباطبایی» پیشکسوت تئاتر ایران بوده است. او در جشنوارهٔ سینما حقیقت در سال ۱۳۹۲ می‌گوید: ان‌شاءالله این جشنواره هرچه زودتر ختم شود به هرچه در لیاقتش هست! که موجباتِ برخی خَلطِ مبحث‌ها را فراهم آورده!! متولّیان برگزاری این جشنواره‌ها از کُرهٔ مریخ نیامده‌اند و بی تردید از «فیلتر»های مرسوم گذشته‌اند! ببینید حضرات «فیلترشکن»ها شان را از کدام پرتقال‌فروشی ابتیاع می‌کنند و شما را به جانِ هرچه می‌پرستید قسم می‌دهم که دست از سرِ روشنفکران(؟) و نبشِ قبرشان بردارید!! سُرنا از سرِ گشادش به صدا درنمی‌آید.

## چکیده برخی آثار
- «آی آدم‌ها» - دراین نمایشنامه کوتاه زندگی یک بازیگر تئاتر محور قرار گرفته؛ او چه در زندگی شخصی و چه روی صحنهٔ تئاتر به دلیل تناقضی که بدان دچار شده به ناچار فرومی‌پاشد؛ تناقض در ذهن اوست و آن اینکه: «بعنوان هنرمند تصوری از زندگی دارد که با واقعیت جاری و روزمره همخوانی ندارد» و چون هنرمندان واقعی به ناچار در روان خود کنکاش می‌کنند به ناچار در مقابل این دوگانگی دچار نوعی شکاف روحی (Schizophcrnia) از نوع ساده می‌شوند.[۴]
- «جوانه دوباره تئاتر در آبادان» - گزارش حضور در جشنواره تئاتر آبادان[۵]

## فعالیت‌ها

### کارگردانی
- ۱۳۴۵- فیلم کوتاه ۸ میلیمتری به نام «۳۲ عدد جوانی است» پس از مرگ فروغ فرخزاد
- ۱۳۴۹- نمایشنامهٔ «مرد گل به دهان» ترجمهٔ بهمن محصص
- ۱۳۴۹- اشباح اثر لوئیجی پیراندللو ترجمهٔ بهمن محصص
- ۱۳۵۱- نمایشنامهٔ‌های «نقص»، «صحنه چهارنفره»، «دختر دم بخت» (۱۳۵۱)، اثر اوژن یونسکو و ترجمهٔ محمدتقی غیاثی[۶]
- ۱۳۵۱- نمایشنامهٔ وهم نوشتهٔ فدریکو گارسیا لورکا درافتتاح تالار مولوی دانشگاه تهران[۷]
- ۱۳۵۲- فیلم کوتاه ۸ میلیمتری «بعد ازآن شب بارانی»
- ۱۳۵۲- «خط سوم» در سینمای آزاد تهران
- ۱۳۵۳- آخرین نوار کراپ نوشتهٔ ساموئل بکت
- ۱۳۵۴- نمایشنامهٔ «بیرون، پشت در» نوشتهٔ ولفگانگ بورشرت در تالار مولوی دانشگاه تهران[۸]
- ۱۳۵۸- نمایشنامهٔ «آنکه گفت آری آنکه گفت نه» نوشتهٔ برتولد برشت
- ۱۳۷۶- فیلم مستند «داستان تسبیح» شبکهٔ چهار سیما
- ۱۳۷۹- نمایش خیابانی «مردی که آن جا نیست» نوشتهٔ «اکرم میرمحمدی»
- ۱۳۸۱- نمایشنامهٔ آی آدم‌ها در تالار مولوی دانشگاه تهران[۹]
- ۱۳۸۲- نمایش «گالری خیابانی»[۱۰][۱۱]
- ۱۳۸۳- نمایشنامهٔ «گالری خیابانی» بیست و دومین دوره جشنواره فیلم فجر[۱۲]
- ۱۳۹۷- نمایشنامه «بودن و نبودن و بندیان عشق»[۱۳]

### هنرپیشگی
- ۱۳۵۰- فیلم ۱۶میلیمتری «پیاده» ۷ با کارگردانی «ابراهیم وحیدزاده»
- ۱۳۵۰– ۸ میلیمتری «کلید» با کارگردانی «فرامرز صدیقی»
- ۱۳۵۰- تله تئاتر تلویزیونی «پله‌های یک نردبان» نوشتهٔ بهمن فرسی به کارگردانی «هوشنگ رحیمی»
- ۱۳۵۰- نمایشنامهٔ «شهر کوچک ما» نوشتهٔ تورنتون وایلدر به کارگردانی داریوش فرهنگ[۱۴]
- ۱۳۵۰- «گفتگوی دونفره» نوشته اوژن یونسکو به کارگردانی «محمود هاشمی»
- ۱۳۵۱- «کوروش پسر ماندانا» نوشتهٔ «کوروش سلحشور» به کارگردانی «خلیل موحّد دیلمقانی»
- ۱۳۵۲- نمایشنامهٔ «هفت حکایت برصیصای عابد» به کارگردانی «شهرو خردمند» و «ایرج انور» در کارگاه نمایش تلویزیون
- ۱۳۶۱- تئاتر تله تلویزیونی دست‌های آلوده نوشتهٔ ژان پل سارتر به کارگردانی صادق هاتفی
- ۱۳۶۵- سریال تله تلویزیونی سایه همسایه نوشتهٔ محمود استادمحمد به کارگردانی اسماعیل خلج[۱۵][۱۶]
- ۱۳۶۶- فیلم سینمایی همه یک ملت به کارگردانی «حسین مختاری»[۱۷][۱۸]
- ۱۳۶۷- سریال تلویزیونی حکایت‌نامه به کارگردانی حمید لبخنده
- ۱۳۶۷- سریال این شرح بی‌نهایت به کارگردانی اسماعیل خلج
- ۱۳۶۸- فیلم سینمایی پرواز پنجم ژوئن به کارگردانی علیرضا سمیع آذر (هنرپیشه و دستیار کارگردان)[۱۹][۲۰]
- ۱۳۸۲- سریال تلویزیونی با من بمان به کارگردانی حمید لبخنده[۲۱]

### فیلم نامه
- ۱۳۶۱- فیلمنامهٔ «هنگام نور» برای «گروه معارف اسلامی شبکهٔ اول سیما» براساس قصهٔ اصحاب رقیم از «قصص قرآن» (اجرا نشد)
- ۱۳۶۱- فیلمنامهٔ ملانصرالدین براساس داستان «شاهزاده ای که خر شد» نوشتهٔ «لئونید سالاویف»
- ۱۳۶۷- فیلمنامهٔ «خانهٔ متروک» براساس نمایشنامهٔ سوء تفاهم نوشتهٔ آلبر کامو
- ۱۳۷۵- فیلمنامهٔ «عشق کور» براساس داستان بامداد خمار نوشتهٔ «پروین حاج سید جوادی»
- ۱۳۸۲- نمایشنامهٔ کیمیاگر براساس داستانی به همین نام نوشتهٔ پائولو کوئیلو
- ۱۳۸۴- نمایشنامهٔ «رقص با مانکن‌ها»
- ۱۳۸۴- نمایشنامهٔ «کریسمس آمریکایی» براساس داستان ناطور دشت نوشتهٔ جروم دیوید سالینجر
- ۱۳۸۴- نمایشنامهٔ «بودن یا نبودن» براساس داستان نامه به کودکی که هرگز زاده نشد نوشتهٔ اوریانا فالاچی
- ۱۳۸۴- نمایشنامهٔ سه قطره خون براساس چند قصّهٔ کوتاه نوشتهٔ صادق هدایت
- ۱۳۸۵- نمایشنامهٔ «پرواز در قفس»

### طراحی صحنه و لباس
- فیلم سینمایی عشق من شهر من به کارگردانی علی قوی تن

### دستیار کارگردان
- ۱۳۷۱- فیلم سینمایی طعمه به کارگردانی فرامرز صدیقی[۲۲]
- ۱۳۶۲- مستند «ترکمن»

### پژوهش‌ها
- نگرشی به بازیگری - در این تحقیق فرخ پیکر می‌نویسد: در این راه صداقت کارساز است نه خودفریبی؛ اگر بازیگر در مرحله خودشناسی به عیوب خود دست یافت، نباید با خودفریبی آن‌ها را پنهان سازد و برای ارضاء خود آن عیوب را نادیده بگیرد؛ بلکه باید با صداقت تمام آن عیوب را حتی برای همکارانش بازگو کند و اگر ابتدا به ساکن این کار برایش گران تمام می‌شود؛ حداقل عیوب خود را روی کاغذی یادداشت کند و در عین صداقت سعی در رفع عیوب خود نماید و وقتی تواضع و فروتنی لازم را پیدا کرد حتی آن را با همکارانش در میان بگذارد تا آن‌ها در رفع آن عیوب پیشنهادها و راهنمایی‌های خود را مطرح کنند و سپس بازیگر با تمام توان، دریافت‌های خودش را از راه حل‌های ممکن در تمرینات بکار گیرد. در کشورهایی که قدمت تئاتری بیشتری دارند و اجرای تئاتر امری لازم و بدیهی در میان مردم شده باشد؛ مابین گروه‌های تئاتری و تماشاگران بر اثر همان قدمت زمانی، این روشها مرسوم‌تر و قابل دریافت‌تر شده و همین امر کمک می‌کند تا «ارتباط» و انتقال محتوای اثر سهل‌تر رخ بدهد، اما در کشورهایی که تئاتر تاریخی غیرمدون و پراکنده و بدون هدف را دنبال می‌کند ابزار مشترک بیانی مابین گروه‌های تئاتری و تماشاگران به‌سختی و گاه هرگز پدید نمی‌آید؛ برای همین، در برخی مواقع نویسندگان یا کارگردانان اجباراً به «سمبل» و «نماد» و تمثیل روی می‌آورند و در کارشان از روش کنایی و مطایبه و ایما و اشاره استفاده می‌کنند و این «نماد»ها در ذهن قشرها تماشاگران معانی متفاوت پیدا می‌کند و هرکدام به تعبیر خود سمبل‌ها را معنی می‌کنند و دریافتهایشان پراکنده و ناهمگن است برای جلوگیری و اجتناب از این بیراهه، برای بنیاد نهادن زبان مشترک تئاتری در هر منطقه، خوبست که سادگی و بی‌پیرایگی پیشه کنیم و آشکارا با واقعیت عینی مفاهیم برخورد کرده و مطابق با زبان تماشاگر و محدوده شناخت ایشان موضوع کار خود را انتخاب کنیم."[۲۳]
- ترجمه کتاب «فیلم سینمایی به عنوان یک کالای مصرفی» اثر ماسیمو داواک[۲۴]